# International Documentary Challenge
De International Documentary Challenge, ook wel bekend als Doc Challenge, is een filmcompetitie waarbij deelnemende film- en/of documentairemakers binnen vijf dagen een documentaire af moeten hebben.

## Geschiedenis
In 2006 begon Doug Whyte, een producer van National Film Challenge, de International Documentary Challenge. Hiermee wilde hij een speciale competitie maken voor documentairemakers om hen aan te moedigen om films te gaan creëren en ontwikkelen. Sinds het begin hebben honderden kandidaten van minstens 20 verschillende landen meegedaan. Elk jaar worden de beste films op verschillende festivals over de hele wereld vertoond.

## Competitie
De bedoeling van de International Documentary Challenge is dat filmmakers binnen vijf dagen een korte documentaire maken. Hierbij moeten de filmmakers kiezen uit twee genres en een thema dat het  contrast en de richting van hun film bepaalt. Aan de hand van die genres en het thema moeten ze een korte niet-fictieve film/documentaire maken die ongeveer 5-7 minuten duurt. De twaalf beste films worden vertoond op verschillende internationale filmfestivals zoals de Hot Docs Canadian International Documentary Film Festival en de Big Sky Documentary Film Festival. Op de filmfestivals worden ook de winnaars bekendgemaakt. De producten van de winnaars worden op tv vertoond of op dvd uitgegeven.

## Vertoningen op filmfestivals
Op de volgende filmfestivals zijn de documentaires van de International Documentary Challenge o.a. vertoond.
- Big Sky Documentary Film Festival
- Dokufest in Kosovo
- Hot Docs Canadian International Documentary Film Festival
- Israeli Doc Challenge
- MountainFilm in Telluride
- St. Louis International Film Festival

## Gerelateerde projecten
Naast National Film Challenge is de Doc Challenge ook gerelateerd aan de 48 Hour Filmfestival. Dit komt doordat de National Film Challenge onderdeel is van het 48 Hour Filmfestival. Beide staan echter los van elkaar en de films van de ene competitie worden niet tijdens de andere competitie vertoond. De concepten lijken overigens veel op elkaar. Zo moeten de filmmakers tijden 48 Hour Filmfestival films maken binnen 48 uur en tijdens de Doc Challenge moet dat binnen vijf dagen.